# Nationaltheater Bukarest

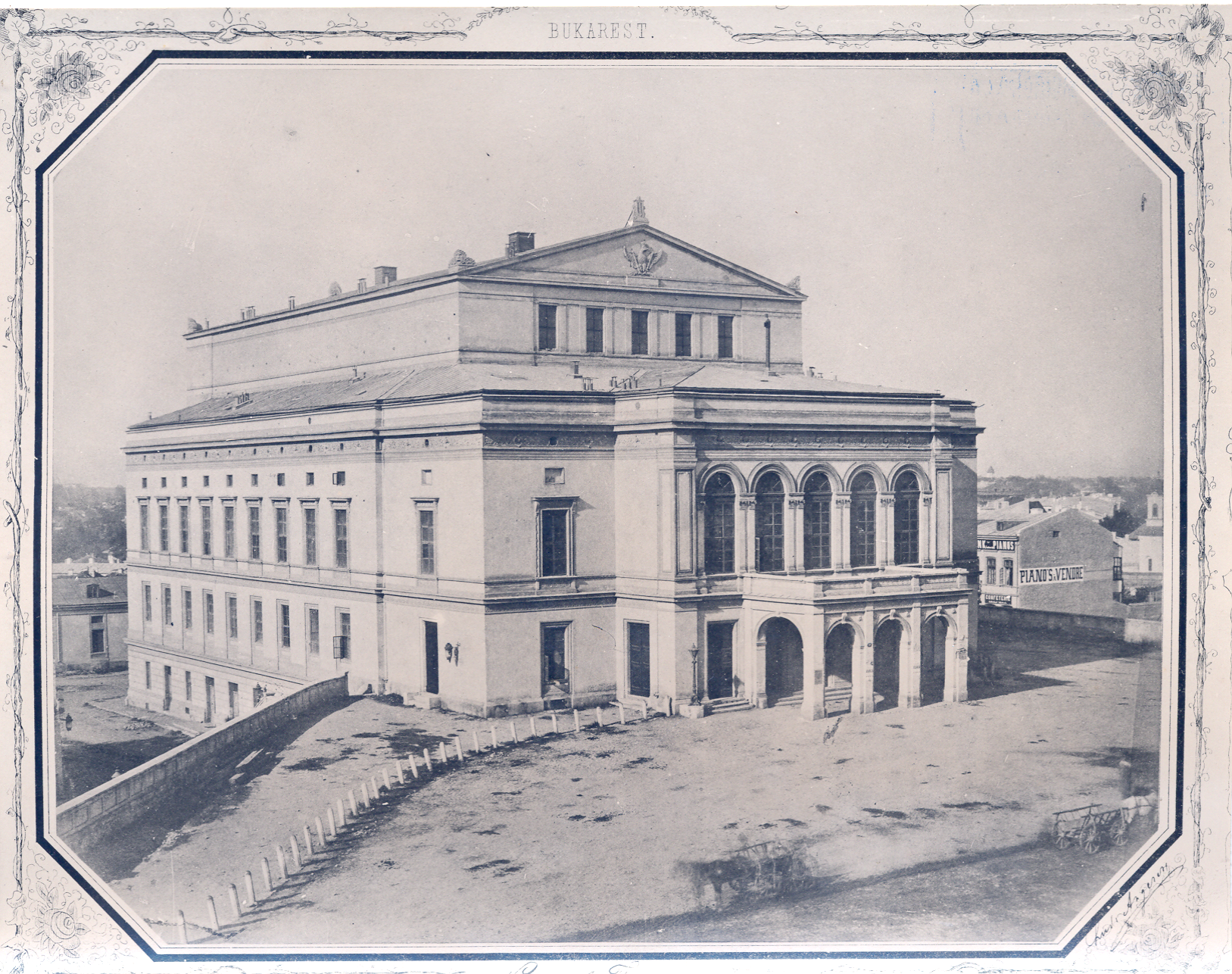
Das alte Nationaltheater

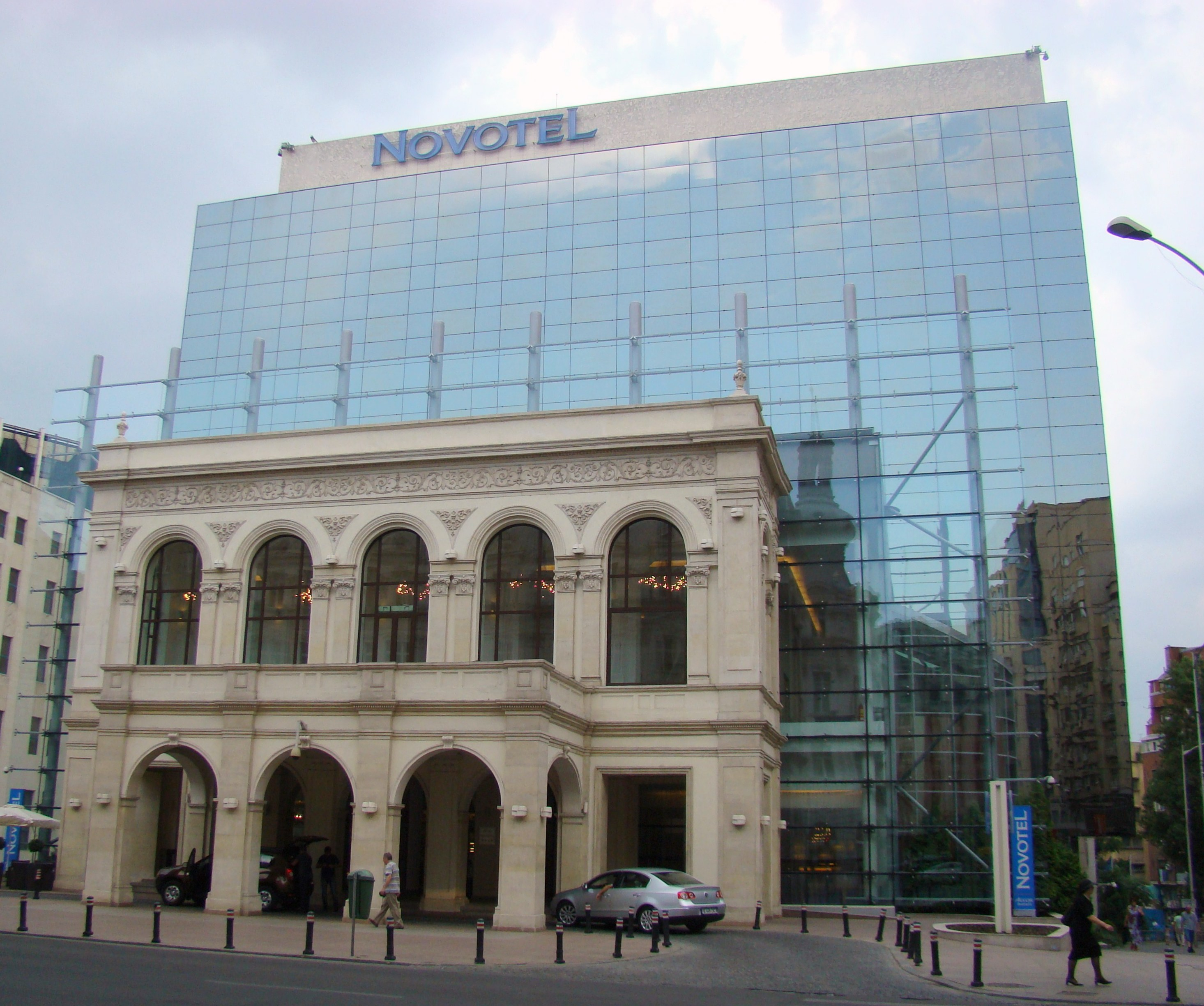
Das NOVOTEL

Das Nationaltheater Bukarest (rumänisch Teatrul Național „Ion Luca Caragiale“, abgekürzt TNB) ist eine Kultureinrichtung der öffentlichen Hand in Bukarest. Das Theater, benannt nach dem Schriftsteller Ion Luca Caragiale, ist dem rumänischen Ministerium für Kultur unterstellt und liegt im zentral gelegenen Viertel Lipscani, gegenüber der Universität.

## Geschichte
Im April 1836 kaufte die „Philharmonische Gesellschaft“ aus Bukarest den Cîmpinencii-Gasthof, um an dessen Stelle das neue rumänische Nationaltheater zu bauen. Anfangs sammelte sie Geld und Baumaterial, doch im Jahr 1840 befand der Herrscher Alexandru Ghica, dass der Staat das Bauwerk mit eigenem Geld bauen müsse. Das Projekt wurde am 4. Juni 1840 genehmigt. Der Herrscher George Bibescu schlug aber vor dem Bau des Theaters einen neuen Standort vor: Das ehemalige Gasthaus Filaret, welches nach dem Erdbeben im Jahre 1838 abgerissen werden musste.
Erst 1847 fingen die Bauarbeiten an, die aber von der Revolution 1848 ein Jahr später unterbrochen wurden. 1852 wurde das Theater fertiggestellt.
Im Zweiten Weltkrieg hatte die Deutsche Armee den Auftrag bekommen, den Telefonpalast zu zerstören, der an das Nationaltheater angrenzte. Das Ziel wurde aber verfehlt und stattdessen das Theater zerstört. Das Gelände auf dem das Theater einst stand, blieb bis 1990 frei, als man dort das Novotel baute, dessen Portal dem Portal des zerstörten Theaters nachempfunden ist.
Das aktuelle Gebäude des Nationaltheaters wurde 1973 gebaut und 1983–1984 stark verändert. 2012–2014 wurde das Gebäude dann wieder in den Originalzustand von 1973 versetzt.